# Charles Elliot
Charles Elliot (Dresde, Sajonia; 15 de agosto de 1801-Exmouth, Devon, Reino Unido; 9 de septiembre de 1875) fue un diplomático, funcionario colonial y oficial de la marina británica. En 1839, como Superintendente de Comercio del Reino Unido en Cantón, Elliot jugó un papel clave en el estallido de la primera guerra del Opio. Durante la contienda, el gobierno británico lo nombró ministro plenipotenciario y co-comandante de la escuadra británica, y se convirtió en el primer Administrador de Hong Kong en 1841. Fue uno de las personas clave en la fundación de Hong Kong como colonia británica.

## Primeros años
Elliot nació en Dresde, Sajonia, el 15 de agosto de 1801. Era hijo de Margaret y de Hugh Elliot, ambos de clase alta. Hugh Elliot era un diplomático británico de ascendencia escocesa. Había servido en el ejército ruso durante la Guerra ruso-turca de 1768, y posteriormente como embajador británico en las cortes de Baviera (1773–1776), Prusia (1776–1782), Dinamarca (1782–1789) y Sajonia (1791–1803), donde nació su hijo Charles. El tío de Hugh era el también diplomático escocés Gilbert Elliott, primer conde de Minto.
En 1803 la familia se mudó a Nápoles cuando Hugh fue nombrado embajador británico ante el Reino de las Dos Sicilias, y en 1806 la familia retornó al Reino Unido al tiempo que Hugh Elliot era nombrado gobernador de las Islas de Sotavento, en las Antillas Menores. Hugh educado en Reading, Berkshire, England. El 26 de marzo de 1815, Charlees Elliot se unió a la Marina Real Británica como voluntario de primera clase en el HMS Leviathan, que servía en la flota del Mediterráneo. En julio de 1816, se convirtió en alférez de marina en el HMS Minden, en el que participó en el bombardeo de Alger contra los piratas de Berbería en agosto de 1816. Pasó a servir en las Indias Orientales durante cuatro años bajo el mando de Sir Richard King. En 1820, pasó a servir en el cúter Starling bajo el mando del comandante John Reeve, y en el HMS Queen Charlotte bajo James Whitshed.

### África Occidental e Indias Occidentales
En 1821, se unió al HMS Iphigenia bajo el mando de Sir Robert Mends, y pasó a servir en el Escuadrón de África Occidental. El 11 de junio de 1822, fue ascendido a teniente de marina durante su servicio en el HMS Myrmidon bajo el capitán Henry John Leeke. Volvió al Iphigenia, y luego de varios puestos en África Occidental, pasó a las Indias Occidentales donde sirvió hasta ser nombrado capitán el 28 de agosto de 1828.

## Guyana
Tras retirarse del servicio activo, se casó con Clara Windsor, a quien había conocido en Haití en 1828, y pasó a trabajar para la Foreign Office. En 1830 fue enviado a Demerara en la Guyana Británica como "Protector de los Esclavos", encargado de asegurarse del buen tratamiento de los esclavos. Esta experiencia fue fundamental para Elliot; su papel era precario, y estaba asediado por esclavistas y dueños de plantaciones opuestos a sus tareas. En 1833 fue llamado de vuelta a Gran Bretaña para asesorar al gobierno británico en los problemas administrativos relacionados con la incipiente manumisión de los esclavos en los territorios británicos, que se produjo en 1834. En una carta al ministro de Hacienda de 1833, el primer ministro británico Charles Grey escribió:

Lord Goderich [Secretario de Estado para las Colonias] se siente obligado a reconocer que el Gobierno de Su Majestad está en deuda con él [Elliot], no sólo por la celosa y eficiente ejecución de las obligaciones de su cargo, sino por las importantes informaciones de valor tan insólito que nos ha hecho llegar desde la Colonia [Guyana] en los últimos doce meses, y por los servicios tan esenciales que ha rendido a su país durante un período tan crítico ... Elliot ha contribuido [a la abolición de la esclavitud] muy por encima de lo requerido por sus funciones.

## China
Pese a sus servicios, a finales de 1833 Elliot fue de facto degradado, y enviado a China como ayudante en jefe del recién nombrado Superintendente de Comercio Lord Napier. El cargo de Superintendente era un cargo de nuevo cuño, destinado a reemplazar a los sobrecargos de la Compañía Británica de las Indias Orientales en el comercio con China. El monopolio comercial que la Compañía de las Indias Orientales tenía en el transporte de mercancías entre China y Europa acababa de ser abolido, y las peculiares condiciones del comercio en Cantón requerían una cierta presencia oficial en Cantón. Aunque era el representante oficial del gobierno británico en Cantón, Napier no contaba con poderes plenipotenciarios, ni poderes para controlar a los comerciantes británicos, una buena parte de los cuales estaban dedicados al tráfico de opio. El puesto de Elliot estaba aún peor definido que el de Napier. 
A su llegada a Macao en septiembre de 1834, Lord Napier ignoró los consejos de sus colegas y decidió dirigirse directamente a Cantón acompañado por Elliot. Se presentó ante las puertas de Cantón, y requirió ser conducido ante Lu Kun, el Virrey de Liangguang. Esto iba en contra de las regulaciones imperiales chinas: los extranjeros sólo tenían permitido relacionarse con los mandarines de Cantón por medio de los mercaderes Hong. Napier montó en cólera cuando los Hong le transmitieron un mensaje de Lu Kun, que fue traducido al inglés como "El Ojo Bárbaro [desafortunada traducción del cargo de Napier], si desea venir a Cantón, ha de informar primero a los mercaderes Hong para que sean ellos quienes me lo pidan a mí."
Napier se retiró airado de vuelta a Macao, donde murió de fiebres en octubre de 1834. A la muerte de su superior, Elliot fue ascendido a Secretario de la misión comercial ese mismo mes, en enero de 1835 a Superintendente de Tercera, y en abril de 1835 a Superintendente de Segunda. Estos ascensos siguieron a la dimisión del sucesor inmediato de Napier, John Francis Davis, poco satisfecho con los pocos poderes del cargo, y de su tercero al mando, John Harvey Astell. Para mayo de 1835 la misión comercial estaba a cargo de George Robinson, un antiguo sobrecargo de la Compañía de las Indias Orientales con mucha experiencia en el comercio de Cantón.
Robinson no contaba con el favor de Lord Palmerston, por entonces ministro de Asuntos Exteriores. Robinson, como antiguo sobrecargo de la Compañía, perseguía una política conservadora y poco favorable al libre comercio con China que defendía Palmerston. A fin de evitar toda confrontación con el gobernador de Cantón, Robinson decidió en noviembre de 1835 retirarse de Cantón, y operar desde un barco con Macao como base. Cuando estas noticias llegaron a Gran Bretaña, Palmerston decidió abolir el cargo de Superintendente en Jefe para poder cesar de forma fulminante Robinson, quien decidió regresar al Reino Unido dejando a Elliot a cargo de los restos de la misión comercial.
Poco después del cese de Robinson, Palmerston re-estableció el cargo de Superintendente en Jefe y nombró a Elliot al mismo. Elliot siguió el protocolo establecido, y pidió permiso a los mercaderes Hong para que intercedieran por él ante el Virrey de Liangguang, quien esta vez accedió a permitirle establecerse en Cantón. Elliot operó desde Cantón como Superintendente y jefe de la misión comercial británica. Ante el obvio tráfico de opio que se desarrollaba a sus puertas, Elliot se vio en la incómoda posición de tener que defender nominalmente a sus comerciantes pese a desaprobar el narcotráfico. En un despacho fechado el 16 de noviembre de 1839 Elliot escribió a Lord Palmerston que "No hay hombre que sienta mayor aversión contra la desgracia y el pecado que [es] este tráfico ilegal en las costas de China. He intentado reprimirlo por medio de todos los medios legales a mi alcance, y a costa del completo sacrificio de mi bienestar privado en esta sociedad en la que llevo viviendo unos cuantos años."

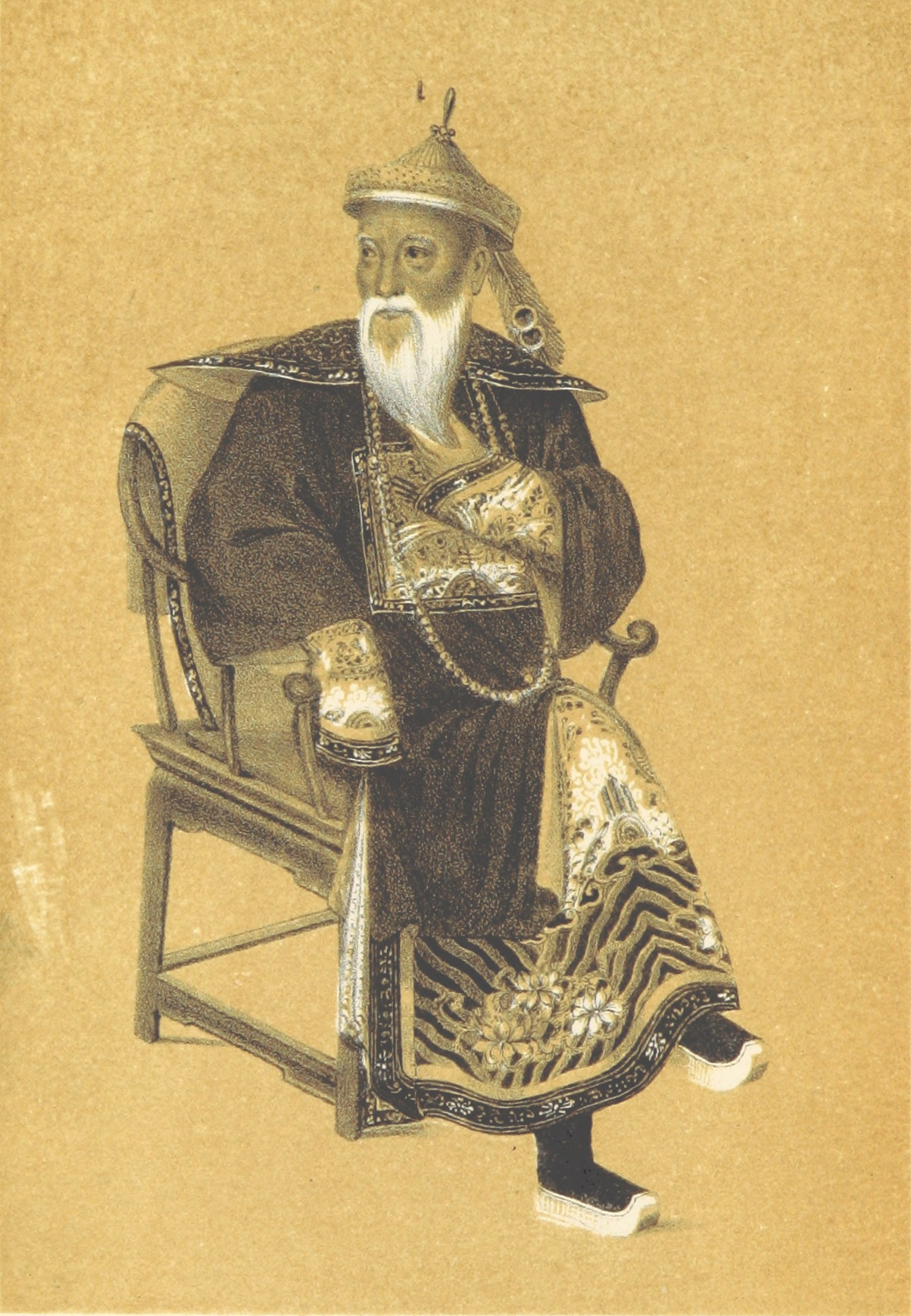
Lin Zexu, Comisario Imperial a cargo de acabar con el tráfico del opio en Cantón.

### Lin Zexu
Entre 1836 y 1839, comenzaron a circular rumores de que el emperador Daoguang se estaba inclinando por legalizar el tráfico de opio, sobre todo desde que el Virrey de Liangguang, Deng Tingzhen, apoyara la medida en un memorial de 1836 que, al menos en parte, había sido filtrado a Elliot por los mercaderes Hong. Sin embargo, mientras su gobierno deliberaba Daoguang había ordenado a Deng Tingzhen que empleara todos los medios precisos para abolir el tráfico de opio en Cantón. Deng Tingzhen inició una campaña contra los traficantes chinos y los fumaderos, aunque nunca se enfrentó a los traficantes extranjeros, para solaz de Elliot.
Deng Tingzhen tuvo tanto éxito en su empeño que Daoguang, espoleado por éxitos similares por parte de Lin Zexu, gobernador general de Hubei, y de Qishan, virrey de Zhili, decidió no legalizar el opio, y en 1839 nombró a Lin Zexu, con fama de incorruptible, Comisario Imperial plenipotenciario para acabar con el tráfico de opio en Cantón. A su llegada a Cantón, Lin Zexu ordenó a los comerciantes extranjeros que entregaran a las autoridades todo el opio que albergaban. Elliot, forzado por muchos de los comerciantes británicos en Cantón, en particular William Jardine y James Matheson, hubo de negarse a ello, e hizo llegar a Lin Zexu una protesta oficial.
Elliot ordenó a todos los barcos que transportaran opio que se retiraran del estuario del río de las Perlas, y se prepararan para prestar batalla. Lin Zexu respondió a la provocación de Elliot ordenando el asedio del distrito de las factorías de Cantón donde residían los comerciantes extranjeros, y cortó toda comunicación entre los mismos y su flota mercante. A fin de solventar el conflicto, que de facto significaba el colapso del lucrativo comercio legal de té y otros bienes de China, Elliot convenció a los mercaderes británicos que cooperaran con las autoridades chinas, convenciéndoles de que le entregaran a él, como representante legal del gobierno británico, todo su opio a cambio de pagarés por el valor de mercado de las mercancías. Esto significaba que el gobierno británico accedía a compensar a los traficantes de opio por el valor total de un opio que de otro modo hubiera sido confiscado por Lin Zexu. Los mercaderes aceptaron tal propuesta encantados.
Elliot no tenía autoridad para ello. Lord Palmerston le había dejado claro en sus instrucciones que todas las pérdidas relacionadas con el tráfico de opio habían de ser asumidas por los propios traficantes, y que el Gobierno Británico no reconocía la legitimidad de ese tráfico. Pese a ello, Elliot ideó el canje por dos razones. Por un lado, se veía como el salvador del comercio mundial: creía que una vez entregado el opio, Lin Zexu reabriría el comercio legal en Cantón, que para entonces suponía más del 10% del PIB británico. Por otro, en su experiencia previa con la manumisión de los esclavos, los antiguos esclavistas habían sido indemnizados por el Gobierno Británico, que de facto reconocía a los antiguos esclavos como propiedad indemnizable. Creyendo que tras esta confiscación el tráfico de opio con China llegaría a su fin, Elliot imaginó que su canje calmaría los ánimos de los traficantes de opio al tiempo que acababa con su tráfico. Entre abril y mayo de 1839, los traficantes británicos y americanos entregaron a las autoridades chinas un total de 20.283 cofres de opio (unas 1200 toneladas de opio), por valor de unos 10 millones de dólares de plata. Lin Zexu destruyó la droga de forma pública en una playa a las afueras de Cantón. 

### Primera guerra del Opio
La actuación de Elliot, lejos de solucionar la situación, sólo la empeoró. A ojos de Lin Zexu, las acciones de Elliot suponían un reconocimiento tácito de que el gobierno británico sancionaba el narcotráfico con China. Por ello, Lin Zexu no retiró el asedio al distrito de las factorías hasta que todo el opio fue entregado, un proceso que llevó más de seis semanas puesto que muchos de los barcos traficantes se habían retirado más allá de la costa china hasta Manila. Para el gobierno británico de Lord Melbourne, el hecho de que Elliot se hubiera comprometido de tal modo a indemnizar a los traficantes de opio era un serio problema. De hecho, la primera noticia que Lord Palmerston tuvo del asunto fue por vía de uno de los traficantes de opio, que le reclamaban las indemnizaciones prometidas. Estas alcanzaban los 2 millones de libras, una serie carga fiscal, y el público británico estaba totalmente opuesto a indemnizar con dinero público a los traficantes.
Una vez se entregó el opio, Lin Zexu reabrió el comercio legal en Cantón en mayo de 1839 bajo la estricta condición de que no se traficara nunca más con opio. A fin de asegurarse de que el narcotráfico nunca volvía a tener lugar, Lin Zexu decidió extender la pena de muerte a cualquier comerciante extranjero que fuera pillado traficando, e impuso rigurosas inspecciones en todos los barcos extranjeros. Todos los mercaderes que quisieran comerciar en China debían firmar su consentimiento a estos términos. Esto horrorizó a Elliot, quien prohibió a los mercaderes británicos que aceptaran firmar tal acuerdo. 
Elliot se retiró de Cantón, y junto con el capitán del HMS Andromache se replegó a Macao, donde se preparó para una contienda con las autoridades chinas. Elliot había interpretado el sitio continuado de Cantón como un insulto diplomático, y las amenazas de pena de muerte a los traficantes llevaron a Elliot a defender abiertamente la confrontación armada: luego de salir de Cantón escribió inmediatamente a Lord Palmerston justificando sus acciones y reclamando una flotilla de guerra con la que forzar la apertura del comercio con China.

#### Escalada del conflicto
La situación se degradó rápidamente. En julio de 1839, unos marineros mercantes británicos estacionados en Kowloon se emborracharon, y atacaron y dieron muerte a Lin Weixi, un campesino de la cercana aldea de Tsim Sha Tsui. Elliot ordenó el arresto de los marineros, y pagó una indemnización a la familia de la víctima, pero se negó a entregar a los marineros a las autoridades chinas, temeroso de que se les aplicara el código penal chino, y fueran ajusticiados. Lin Zexu interpretó esto como obstrucción a la justicia, y exigió a Elliot que entregara a los marineros. Elliot se negó, y a cambio celebró un juicio sumario en su buque, ejerciendo él mismo de juez y varios capitanes de jurado. Invitó a las autoridades chinas a presenciar el juicio, algo a lo que se negaron. Elliot acabó condenando a los marineros a una multa y a trabajos forzados por amotinamiento y asalto, si bien esta sentencia fue anulada posteriormente por un tribunal británico, aduciendo que Elliot no tenía potestad para celebrar juicios. 
Enfadado por lo que veía como una insurrección británica, Lin Zexu ordenó la retirada de todos los trabajadores chinos de Macao, que servían a los occidentales afincados allí, y emitió un edicto prohibiendo a los chinos abastecer de alimentos a los británicos. También desplegó junques de guerra en la desembocadura del Río de las Perlas para impedir el acceso a Cantón. El 23 de agosto de 1839, un barco perteneciente a un notorio traficante de opio británico fue asaltado por piratas cuando realizaba el trayecto de Macao a Cantón, y ante el temor (infundado) de que hubiera sido asaltado por las tropas de Lin Zexu, Elliot ordenó la retirada de toda la flota mercante británica a alta mar. Una vez hubieron levado anclas del puerto de Macao el 24 de agosto, las autoridades portuguesas de Macao decidieron prohibir a los británicos fondear en Macao.  
Para finales de agosto, Elliot estaba al frente de una flota de unos 60 buques británicos y 2000 personas, fondeadas en alta mar frente a la costa de China, y con muy pocas provisiones. El 30 de agosto llegó de la India el HMS Volage con la misión de defender la flota de un potencial ataque británico. Elliot, temeroso de un motín si se agotaban las provisiones, lanzó un ultimátum a las autoridades chinas de Kowloon para que pusieran fin al embargo de víveres y agua al que estaban sometidos.
El 4 de septiembre, tras intentar abastecerse en Kowloon, Elliot ordenó abrir fuego contra los barcos de guerra chinos fondeados en esta localidad, y los expulsó de Kowloon con facilidad. Elliot sobornó al comandante chino de Kowloon, Lai Enjue, quien envió una carta a Lin Zexu declarando la victoria china en el altercado con los británicos. En realidad, estos habían tomado Kowloon con su connivencia y abastecido sin problemas, tomando la zona de Kowloon como base de operaciones.
A finales de octubre de 1839, el Thomas Coutts, un buque mercante británico perteneciente a mercaderes cuáqueros llegó al estuario del río de las Perlas y se dirigió a Cantón. Las autoridades chinas le dejaron pasar a sabiendas de que los cuáqueros se negaban a traficar con opio por razones religiosas y morales. El capitán del barco, que creía que Elliot no tenía autoridad para prohibirle aceptar los términos chinos, negoció con Lin Zexu poder descargar su mercancía en Chuenpi, una isla cercana a Humen.
Temeroso de que otros barcos británicos aceptaran términos como la posible pena de muerte, Elliot ordenó bloqueó el estuario del río de las Perlas. El 3 de noviembre de 1839 el Royal Saxon intentó romper el bloqueo y acceder a Cantón. La escuadra británica abrió fuego contra él, y varios navíos de guerra chinos salieron a socorrerlo. En la contienda subsiguiente, los británicos hundieron varios buques chinos, y se replegaron a las islas cercanas a Hong Kong. Elliot pidió permiso a Adrião Acácio da Silveira Pinto, el gobernador portugués de Macao, para poder descargar y almacenar en Macao las mercancías que llevaba su flota, a lo que el portugués se negó temeroso de que Lin Zexu volviera a bloquear los suministros a Macao. Para el 14 de enero de 1840, el emperador Daoguang pidió a todos los extranjeros en China que dejaran de colaborar con los británicos. Elliot se estableció en la zona de Hong Kong a cargo de su flotilla.

#### Guerra del Opio
Ante la precaria situación de los comerciantes británicos y la necesidad de reabrir el comercio de China, Lord Palmerston impulsó en el Parlamento británico un plan para atacar China y "liberalizar" el comercio con la misma. La idea era enviar una pequeña flota armada con la que amedrentar a las autoridades chinas, sabedores de su superioridad naval. Esta polémica decisión estaba sobre todo motivada por el deseo de extraer de las autoridades chinas una indemnización semejante al coste del opio incautado, y fue justificada porque el opio confiscado por Lin Zexu era legalmente propiedad del gobierno británico, dado que había sido "adquirido" por Elliot.

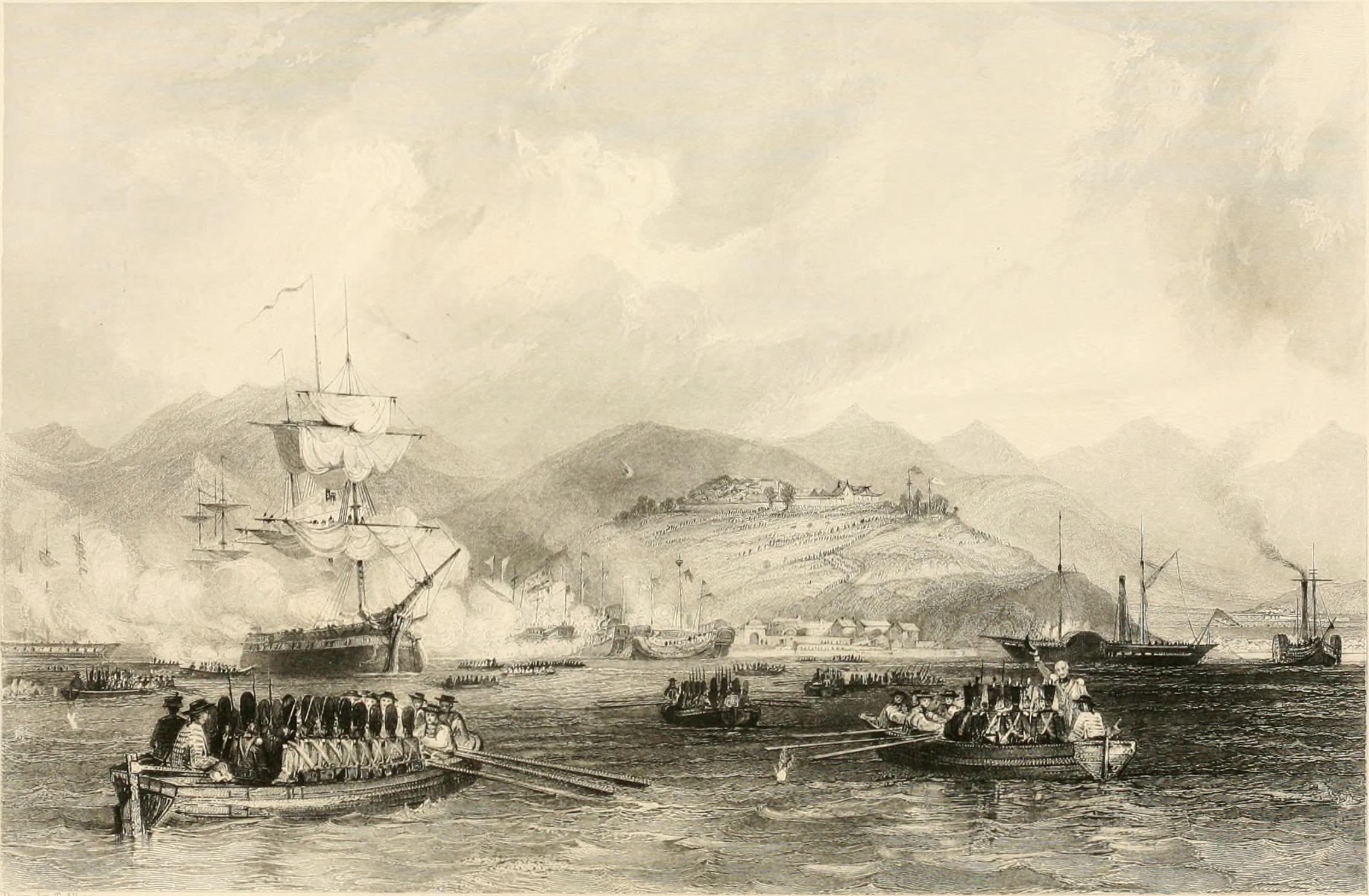
Captura de Dinghai por la escuadra encabezada por Elliot.

En julio de 1840, tras un debate público muy divisivo, el gobierno británico consiguió los apoyos suficientes para enviar una flota armada a China, cuyos primeros destacamentos "preventivos" habían llegado desde la India en junio de 1840 al río de las Perlas. Junto con la flotilla, llegó el nombramiento de Elliot como ministro plenipotenciario para negociar los términos de paz con China. 
La escuadra británica estaba encabezada por George Elliot, primo de Charles. En vez de prestar batalla en Cantón, donde Lin Zexu había preparado las defensas del Río de las Perlas para cualquier potencial ataque, los Elliot decidieron dirigir la flotilla británica hacia el norte de China, donde la escuadra británica asestó sonadas derrotas a las mal provistas tropas chinas. En julio de 1840 tomaron Dinghai, puerto clave que daba acceso a Nankín, la segunda capital de China, y su ciudad más poblada. Luego de guarnecer la ciudad, los Elliot se dirigieron hacia el norte con la intención de atacar Tientsin. 
Cuando en agosto de 1840 amenazaron los fuertes de Taku en la desembocadura del río Hai, entrada a Tientsin y Pekín, el emperador Daoguang destituyó a Lin Zexu, al que la Corte Imperial culpaba de haber puesto en riesgo la seguridad de China, y nombró a Qishan (ᡴᡳᡧᠠᠨ), el virrey de Zhili, Comisario Imperial y virrey interino de Liangguang en sustitución de Lin Zexu, al que hizo arrestar y desterró a Xinjiang.
Vista la superioridad naval británica, Qishan decidió entablar negociaciones de paz con Elliot inmediatamente. Se reunieron primeramente en Peiho, en la desembocadura del río Hai, donde Qishan, culpando de todo a Lin Zexu, convenció a Elliot de que retirara la escuadra británica de vuelta a Cantón, donde él mismo se dirigía para tomar posesión como virrey, y donde a finales de 1840 entablaron conversaciones de paz en Chuanbi, una isla en el estuario del río de las Perlas. El resultado de estas conversaciones fue la llamada Convención de Chuanbi del 20 de enero de 1841, por medio de la cual China accedía a indemnizar al Reino Unido con medio millón de libras, y le cedía el control de la isla de Hong Kong; el tratado no mencionaba el tráfico de opio. Elliot accedió a estos términos deseoso de terminar una contienda costosa y en su opinión, absurda, pues significaba la suspensión del valioso comercio de Cantón. Seguido del tratado, desplegó sus tropas en Hong Kong, que estableció como territorio bajo soberanía británica el mismo 20 de enero de 1841, convirtiéndose de facto en su primer Administrador Colonial. 
Cuando Palmerston se enteró de los términos de paz, entró en cólera y cesó de forma fulminante a Elliot, acusándolo de haber tratado sus instrucciones como "basura". Nombró a Henry Pottinger como plenipotenciario en mayo de 1841, y la contienda continuó cuando Pottinger y las noticias del cese de Elliot llegaron a China a principios de agosto de 1841. Pottinger no obstante decidió continuar con la ocupación de Hong Kong que Elliot había iniciado. El 24 de agosto, Elliot abandonó Macao junto con su familia, y retornó a Inglaterra en el Atlanta. El fuerte portugués de Macao lo despidió con un saludo de 13 salvas de cañones. Curiosamente, su interlocutor Qishan corrió una suerte similar: el emperador Daoguang condenó la Convención de Chuanbi como una humillación, cesó a Qishan y lo desterró a Xianjiang.  
El desempeño de Elliot como Superintendente y Plenipotenciario fue muy criticado. Elliot era dado a ataques de pánico, a sobrerreaccionar, y muy temeroso de la influencia de los comerciantes de Cantón; los traficantes William Jardine y James Matheson condicionaron la respuesta doméstica británica y sus acciones militares. El gran error de Elliot fue el de asimilar la abolición del tráfico de opio, que aborrecía, con la abolición de la esclavitud que había experimentado en Guyana. Desconocedor de las complejidades del aparato estatal chino, creyó que su actitud conciliadora y "abolicionista" satisfarían a Lin Zexu. Por el contrario, sus acciones sólo empeorarían la situación, dando legitimidad legal a la guerra del Opio, que fue aprovechada por traficantes y defensores del libre comercio para forzar la apertura comercial en China. El historiador George Endacott señaló que "la política de Elliot de conciliación, indulgencia, y los objetivos militares moderados fueron profundamente impopulares, y suscitaron todo tipo de resentimientos entre los oficiales navales y militares de la expedición." En respuesta a estas acusaciones, Elliot dijo que "se me ha objetado mucho que los chinos me importaran demasiado", 

Pero sostengo que me importaron más el honor británico y los sustanciosos intereses británicos, proteger a gente amistosa y servicial, y poder recuperar la confianza de la gran masa de comerciantes de las Provincias del Sur, con la que es nuestra principal obligación el cultivar relaciones más íntimas, sociales, y comerciales.

## Carrera posterior
Elliot volvió al Reino Unido en desgracia, y en 1842 fue enviado como chargé d'affaires y cónsul general a la República de Tejas. Posteriormente, sirvió como administrador colonial en el Caribe, ocupando varios puestos de gobernador en colonias de segunda fila. Así, sería el Gobernador de Bermuda (1846-54), Gobernador de Trinidad (1854-56) y Gobernador de Santa Helena (1863-69). Fue nombrado Caballero de la Orden del Baño en 1856.
Fue ascendido a contraalmirante el 2 de mayo de 1855, vicealmirante el 15 de enero de 1862, y almirante el 12 de septiembre de 1865, todos ellos cargos nominales. Luego de jubilarse, se retiró a Devon, donde murió en 1875. 